# Tony Rallo
Tony Rallo, né le 26 janvier 1941 à Tunis, est un auteur-compositeur et chef d'orchestre français,.
Il a écrit et composé des chansons pour de nombreux artistes comme Dalida, Catherine Ferry, Caroline Verdi, Francis Lalanne, Daniel Guichard, Johnny Hallyday ou Charles Aznavour.

## Biographie
Tony Rallo est né en France.
Il est le chef d'orchestre de nombreux enregistrements de Dalida,,, sur le label Barclay, il assure également les arrangements et la direction d'orchestre de l'album Ce soir-là, Aznavour. Son passé... au présent de Charles Aznavour, enregistré à l'Olympia le 12 décembre 1972.
Tony Rallo est aussi le chef d'orchestre de Catherine Ferry, interprétant Un, deux, trois lors du concours Eurovision de la chanson 1976.

## Œuvres
Pour Nicole Croisille :
- Rio et Venise (paroles de Charles Level, musique de Tony Rallo) (1980)
- En retard (paroles de Claude Lemesle et Jacques Dejean, musique de Tony Rallo) (1981)
Pour Catherine Ferry :
- Un, deux, trois (paroles de Jean-Paul Cara, musique de Jean-Paul Cara et Tony Rallo), présenté au concours Eurovision de la chanson 1976.
Pour Marie Laforêt :
- Il a neigé sur yesterday (paroles de Michel Jourdan, musique de Jean-Claude Petit et Tony Rallo) (1977),